# René Caillier
René Caillier est un homme politique né le 7 juillet 1879 à Argentat, en Corrèze et décédé le 11 novembre 1946 à Bordeaux (Gironde).

## Biographie
Après de brillantes études de droit, il s'inscrit comme avocat au barreau de Bordeaux et se spécialise dans le droit commercial. Il devient notamment l'avocat de la Régie nationale des tabacs. Il sera élu bâtonnier du barreau de Bordeaux en 1931.
Parallèlement, il milite dans les organisations locales des formations modérées, devenant président de la Jeunesse républicaine de la Gironde et vice-président de l'Alliance démocratique et radicale de la Gironde. Sous cette étiquette, il devient maire de la commune de Mios en 1925, mais échoue aux élections législatives de 1928 face au socialiste Adrien Marquet. Il entre finalement au Sénat en 1932, à l'occasion d'une élection partielle. Il y rejoint le groupe de l'Union démocratique et radicale, expression sénatoriale de la mouvance des Radicaux indépendants.
Le 10 juillet 1940, il vote en faveur de la remise des pleins pouvoirs au Maréchal Pétain. A la Libération, il ne retrouve pas de nouveau mandat parlementaire. Toutefois, en raison des services rendus à la Résistance, il est nommé président du Comité de libération de Bordeaux.

## Sources
- « René Caillier », dans le Dictionnaire des parlementaires français (1889-1940), sous la direction de Jean Jolly, PUF, 1960 [détail de l’édition]